# Jugoslawische Eishockeyliga 1977/78
Die Saison 1977/78 war die 36. Spielzeit der jugoslawischen Eishockeyliga, der höchsten jugoslawischen Eishockeyspielklasse. Meister wurde zum insgesamt 18. Mal in der Vereinsgeschichte der HK Jesenice.

## Hauptrunde

### Tabelle
|    | Klub                  |
| -- | --------------------- |
| 1. | HK Jesenice           |
| 2. | HK Olimpija Ljubljana |
| 3. | KHL Medveščak Zagreb  |
| 4. | HK Kranjska Gora      |

Sp = Spiele, S = Siege, U = Unentschieden, N = Niederlagen